# Eleitorado do Palatinado
O Palatinado do Reno (em alemão: Pfalzgrafschaft bei Rhein), posteriormente, Eleitorado do Palatinado (em alemão: Kurpfalz), foi um território histórico do Sacro Império Romano-Germânico,  administrado por um conde palatino. Os seus governantes  exerceram a função de príncipes-eleitores do Sacro Império Romano-Germânico a partir de 1356. 
O Eleitorado do Palatinado foi um território muito maior do que aquele que mais tarde ficou conhecido como o Palatinado Renano (Rheinpfalz), na margem ocidental do rio Reno, e constitui atualmente a região do Palatinado no Estado federal alemão da Renânia-Palatinado. O Eleitorado do Palatinado incluía também o território situado na margem oriental do Reno, contendo as cidades de Heidelberg e Mannheim. 

## Condes Palatinos da Lotaríngia, 915–1085
O Palatinado surgiu do Condado Palatino da Lotaríngia, que teve seu início no século X. 
- Vigérico da Lotaríngia, conde de Bidegóvia (c. 915/916–922)
- Godofredo, conde de Jülich (c. 940)

### Casa de Ezonidas
Durante o século XI, o Palatinado foi dominado pela dinastia dos Ezonidas, que governaram vários condados nas duas margens do rio Reno. 
- Hermano I da Lotaríngia 945–994
- Ezo da Lotaríngia 994–1034
- Otão I da Lotaríngia, 1034–45 (Duque da Suábia 1045–47)
- Henrique I da Lotaríngia 1045–61
- Hermano II da Lotaríngia 1061–85 (sob a tutela de arcebispo de Colônia Anno II até 1064)

## Condes Palatinos do Reno, 1085–1356
A partir de 1085/1086, depois da morte do último conde palatino ezoniano, Hermano II da Lotaríngia, o Palatinado perdeu a sua importância militar na Lotaríngia. A autoridade territorial do conde palatino ficou reduzida aos seus condados ao longo do Reno, desde então chamados de Condado Palatino do Reno. 
- Henrique II de Laach, 1085–95
- Sigurdo de Balenstádio, 1095–1113
- Godofredo de Kalw, 1113–29
- Guilherme de Balenstádio, 1129–39
- Henrique IV Jasomirgott, 1139–42
- Hermano III de Stahleck, 1142–55

### Condes Palatinos de Hohenstaufen
O primeiro conde palatino hereditário do Reno foi Conrado de Hohenstaufen, que era o irmão mais jovem do  imperador Frederico I. Os territórios anexados ao seu cargo hereditário começaram por aqueles mantidos pelos Hohenstaufens na Francônia e Renânia (outros ramos dos Hohenstaufens receberam as terras da Suábia, Franco-Condado, e assim sucessivamente). Muitos deles tinham pertencido a seus antecessores imperiais, os imperadores da Francônia e uma parte dos ancestrais maternos de Conrado, os Saarbrücken. Essa base hereditária explica a composição do Alto e do Palatinado Renano durante os séculos seguidos de heranças.
- Conrado de Hohenstaufen 1156–95[1][2][3]

### Condes Palatinos de Guelfo
Em 1195, o Palatinado passou para a Casa de Guelfo através do casamento de Agnes, herdeira do conde de Staufen.
- Henrique V de Guelfo, 1195–1213
- Henrique VI de Guelfo, 1213–14

### Condes Palatinos de Wittelsbach
No início do século XIII, com o casamento da herdeira de Agnes, o território passou para o domínio dos Wittelsbach, que eram também condes palatinos da Baviera.
- Luís I, 1214–27
- Otão II, 1227–53
- Luís II (Duque da Alta Baviera), 1253–94

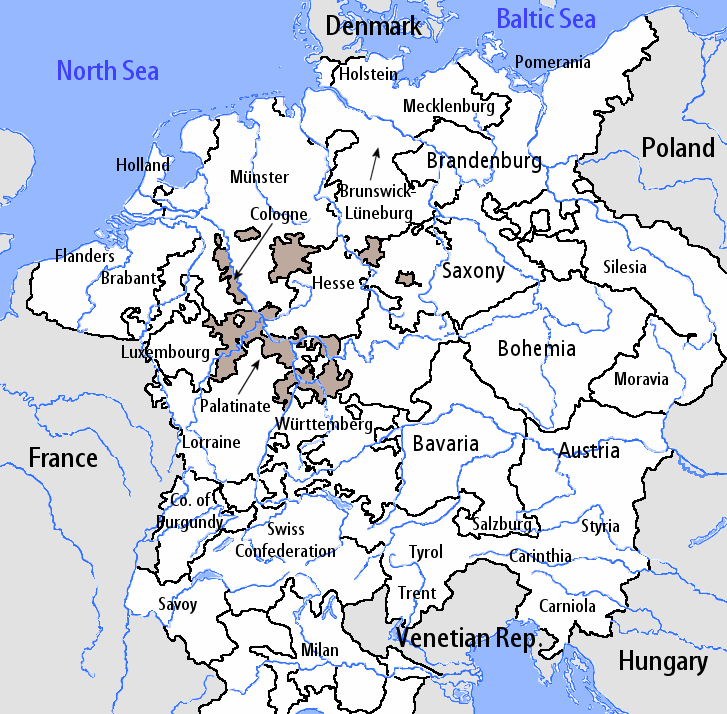
Após 1512, o território do Palatinado fez parte do Círculo Eleitoral Renano, indicado em castanho.

Durante a última divisão do território entre os herdeiros do duque Luís II da Alta Baviera em 1294, o ramo mais antigo dos Wittelsbachs tomaram posse do Palatinado Renano e dos territórios na "Nordgau" da Baviera (Baviera, ao norte do rio Danúbio) com o centro em torno da cidade de Amberg. Como essa região era politicamente ligada ao Palatinado Renano, o nome Alto Palatinado (Oberpfalz) tornou-se comum a partir do início do século XVI em oposição ao Baixo Palatinado, ao longo do Reno.
- Rodolfo I, 1294–1317
- Adolfo, 1317–27

Com o Tratado de Pavia em 1329, o imperador Luís IV, filho de Luís II, devolveu o Palatinado a seus sobrinhos Rodolfo e Ruperto.
- Rodolfo II, 1329–53
- Ruperto I, 1353–56[4][5]